# Krogulec trzypręgowy
Krogulec trzypręgowy (Aerospiza tachiro) – gatunek średniej wielkości ptaka drapieżnego z rodziny jastrzębiowatych (Accipitridae), zamieszkujący Afrykę Subsaharyjską. Nie jest zagrożony wyginięciem.

## Systematyka
Takson ten po raz pierwszy opisał Daudin w 1800 roku pod nazwą Falco tachiro. Jako lokalizację holotypu autor wskazał Knysnę znajdującą się w Kraju Przylądkowym w Południowej Afryce. Wyróżniono 8 podgatunków A. tachiro. Podgatunki toussenelii, macroscelides, lopezi i canescens przez część systematyków są wydzielane do osobnego gatunku o nazwie krogulec białobrody (A. toussenelii). Międzynarodowa Unia Ochrony Przyrody (IUCN) do A. toussenelii zalicza też podgatunek unduliventer.

## Występowanie
Ptak ten zamieszkuje w zależności od podgatunku:
- A. tachiro unduliventer[a] (Rüppell, 1836) – krogulec abisyński[3] – Etiopia, Erytrea.
- A. tachiro sparsimfasciatus (Reichenow, 1895) – południowy Sudan, Somalia na  południe przez Afrykę Wschodnią, Zanzibar i południowo-wschodnią Demokratyczną Republikę Konga, po północną Angolę, północną Zambię, północne Malawi i północny Mozambik.
- A. tachiro pembaensis Benson & H. F. I. Elliott, 1975 – Pemba (Tanzania).
- A. tachiro tachiro (Daudin, 1800) – krogulec trzypręgowy[3] – południowa Angola, południowa Zambia, południowe Malawi i południowy Mozambik na południe po RPA.
- A. tachiro macroscelides (Hartlaub, 1855) – krogulec rdzawopręgi[3] – Senegal i Gambia do zachodniego Kamerunu.
- A. tachiro lopezi (Alexander, 1903) – Bioko.
- A. tachiro toussenelii (J. Verreaux, E. Verreaux & Des Murs, 1855) – krogulec białobrody[3] – południowy Kamerun do północnej i zachodniej Demokratycznej Republiki Konga.
- A. tachiro canescens (Chapin, 1921) – wschodnia Demokratyczna Republika Konga do zachodniej Ugandy.

## Morfologia
Długość ciała 35–40 cm, rozpiętość skrzydeł około 70 cm, masa ciała samców 160–230 g, samic 230–510 g. Grzbiet ma barwę szarą lub brązową. Klatka piersiowa i brzuch są białe z rudymi elementami, kuper ciemny, oczy i nogi żółte, woskówka szara, dziób czarny.

## Tryb życia
Krogulce trzypręgowe żyją w lasach. Żywią się wiewiórkami, gryzoniami, nietoperzami, mniejszymi ptakami, wężami, jaszczurkami, kameleonami, żabami, krabami a także dużymi owadami. Okres godowy trwa od września do kwietnia. Samica składa 2–3 białe jaja. Inkubacja trwa 30–35 dni. Młode pierzą się po 32–36 dniach i uzyskują niezależność po 2–3 miesiącach.

## Status
Międzynarodowa Unia Ochrony Przyrody (IUCN) uznaje krogulca trzypręgowego za gatunek najmniejszej troski (LC – least concern) nieprzerwanie od 2014 roku, kiedy to zaakceptowano podział tego taksonu na dwa odrębne gatunki. Trend liczebności populacji uznaje się za spadkowy. Krogulec białobrody (A. (t.) toussenelii) również zaliczany jest do kategorii najmniejszej troski, a trend liczebności populacji także jest spadkowy.